# Valérie Durier
Pour les articles homonymes, voir Durier.
Valérie Durier, née le 4 octobre 1966, est une journaliste, chroniqueuse, animatrice de télévision et de radio française.
Elle passe 18 ans sur Europe 1 à différents postes de journaliste et présentatrice jusqu'à avoir sa propre émission pendant quatre ans. Depuis 2011, elle présente Le Doc du dimanche, la case documentaire de France 5, et assure parallèlement deux remplacements en 2011 et 2013 à la tête de C'est notre affaire. De 2013 à 2015, elle est chroniqueuse conso dans La Quotidienne sur la même chaîne, ainsi que co-présentatrice remplaçante pour quelques mois.

## Biographie
Après une maîtrise de sciences politiques à l'université Paris‑II, Valérie Durier suit une formation de journaliste à l'Institut français de presse. Elle passe ensuite un DESS de Défense nationale.
En 1990, elle commence sa carrière à Europe 1 comme journaliste. Pendant plusieurs années, elle occupe tous les postes : reportage de terrain, présentation des journaux du matin, interview d'invités.
En 1997, elle fait ses premiers pas à la télévision sur Téva pour animer une émission traitant des questions de santé. 
À la radio sur Europe 1, elle anime en 2002 et pendant quatre ans une quotidienne de deux heures sur des questions de société et de psychologie. Deux heures d'antenne quotidienne en direct, de 14 H à 16 H, avec des psys et les témoignages des auditeurs. Puis en 2006, tous les jours de 13 h à 14 h, une antenne ouverte aux auditeurs sur les sujets d'actualité. 
En 2007, retour aux journaux du matin puis ceux de 12 h et 12 h 30 dans Le Grand Direct de l'Actu de Jean-Marc Morandini.
À l'été 2008, elle quitte Europe 1 pour France 3. Elle présente à partir de septembre un magazine interactif quotidien intitulé @ la carte dans lequel elle se penche sur des thématiques du quotidien et répond en direct aux préoccupations des téléspectateurs,.
Pendant l'été 2010, elle est de nouveau à la radio où elle co-anime avec Jean-Michel Zecca On peut vous aider même l'été, une émission de service et de proximité sur RTL.
En février 2011, elle remplace Claire Fournier, partie en congé de maternité, à la présentation du magazine de consommation C'est notre affaire et de la case documentaire du dimanche soir Le Doc du dimanche sur France 5. En juin 2011, elle rend les rênes de C'est notre affaire mais garde celles de Le Doc du dimanche.
En 2012, elle anime avec le chef-cuisinier Joël Robuchon l'émission culinaire Planète Gourmande sur France 3. En parallèle, elle reprend momentanément les commandes de C'est notre affaire au printemps 2013.
De 2013 à 2015, elle participe comme chroniqueuse au magazine de consommation quotidien La Quotidienne sur France 5puis le présente en duo.
Et continue de présenter le Doc du Dimanche de France 5 jusqu'à 2016, date à laquelle elle repart en études et formation pour développer des activités dans les domaines de l'hypnose ericksonienne et la programmation neuro-linguistique (PNL). À la suite de ces études, elle ouvre deux cabinets de psychothérapie en Île-de-France.
- 2008 : Présentatrice de @ la carte sur France 3 ;
- 2011 : Présentatrice de C'est notre affaire sur France 5 ;
- Depuis 2011 : Présentatrice de Le Doc du dimanche sur France 5 ;
- 2012 : Co-animatrice de Planète Gourmande sur France 3 ;
- 2013 : Présentatrice de C'est notre affaire sur France 5 ;
- 2013 - 2015 : Chroniqueuse puis co-présentatrice de La Quotidienne sur France 5.